# Artículo 231 del Tratado de Versalles

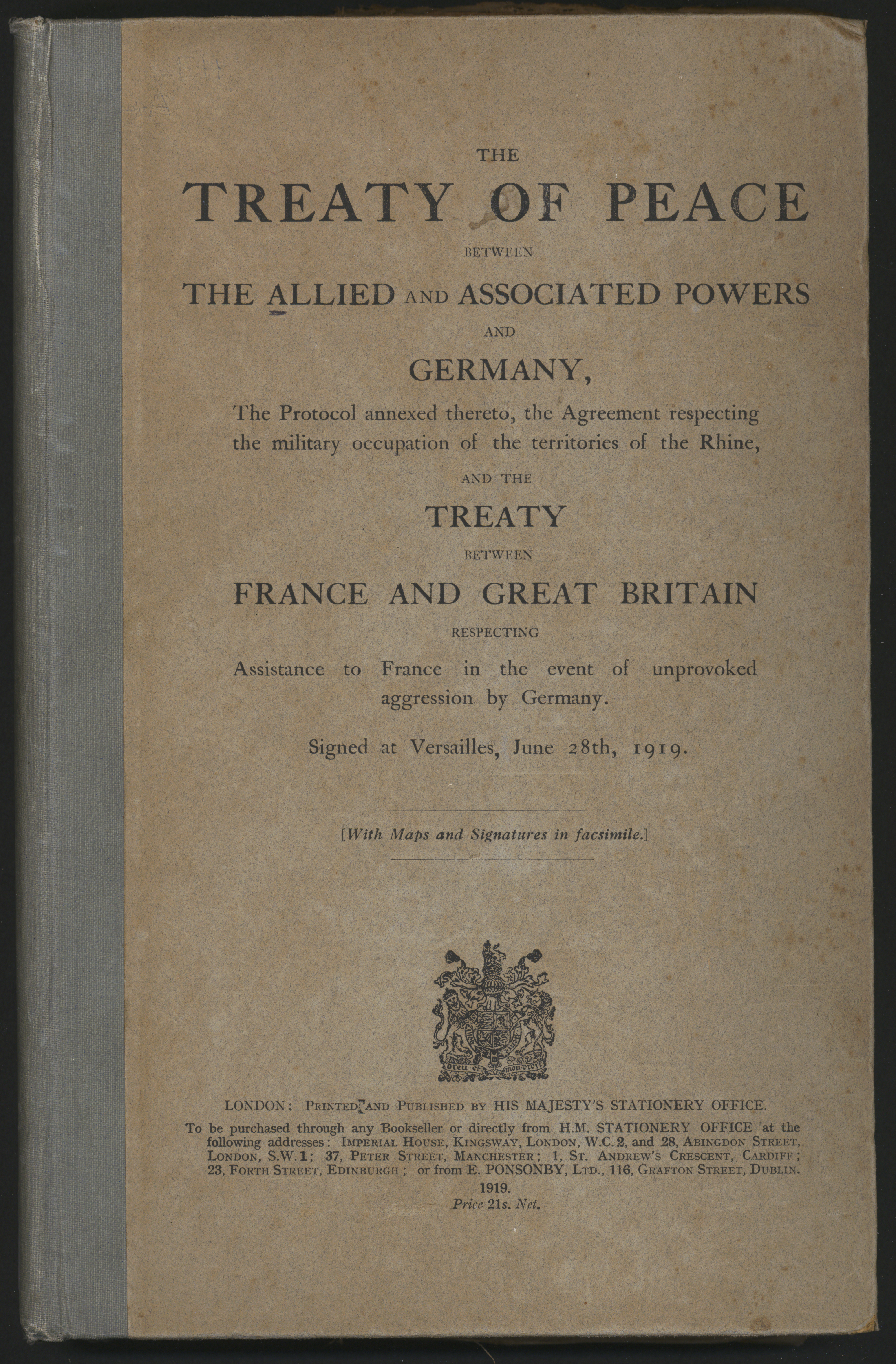
Versión inglesa del Tratado de Versalles, cuya sección relativa a las reparaciones abre el artículo 231.

El artículo 231, más conocido como la cláusula de culpabilidad de la guerra, fue el primer artículo de la sección dedicada a las reparaciones dentro del Tratado de Versalles, que puso el punto final a la Primera Guerra Mundial, en la que se enfrentaron el Imperio alemán y las potencias aliadas y asociadas. No se empleó la palabra «culpabilidad» para la redacción del artículo, pero este sirvió como base legal para obligar a Alemania a pagar en concepto de reparaciones de guerra.
El artículo fue uno de los puntos más polémicos del tratado. Especificaba lo siguiente:

Los gobiernos aliados y asociados declaran, y Alemania reconoce, la responsabilidad de Alemania y sus aliados por haber causado todos los daños y pérdidas a los cuales los gobiernos aliados y asociados se han visto sometidos como consecuencia de la guerra impuesta a ellos por la agresión de Alemania y sus aliados.

Alemania se tomó esta cláusula como una humillación nacional, ya que la obligaba a asumir la responsabilidad total del inicio de la guerra. Los políticos alemanes expresaron su rechazo en un intento de granjearse simpatías internacionales, mientras que los historiadores de ese mismo país trabajaron para minar el artículo con el objetivo de desvirtuar el tratado en su conjunto. A los líderes aliados les sorprendió la reacción de los alemanes, puesto que ellos veían la cláusula como la mera base legal para conseguir una compensación de manos de Alemania. El artículo, tras un cambio en el nombre de los firmantes, se incluyó también en los tratados firmados por las Potencias Centrales, que no veían la cláusula con el mismo desprecio que los alemanes. El diplomático estadounidense John Foster Dulles —uno de los dos encargados de la redacción— se arrepintió más tarde de haber usado tales términos, ya que creía que agraviaban a la población alemana en demasía.
En general, los historiadores están de acuerdo en el hecho de que ni responsabilidad ni culpa iban adjuntas al artículo. En cambio, la cláusula era un prerrequisito para permitir, con base legal, los pagos en concepto de reparaciones que se iban a exigir. Los historiadores también subrayan el daño que la cláusula provocó de manera inintencionada, ya que impregnó de rabia y rencor a la población alemana.

## Contexto

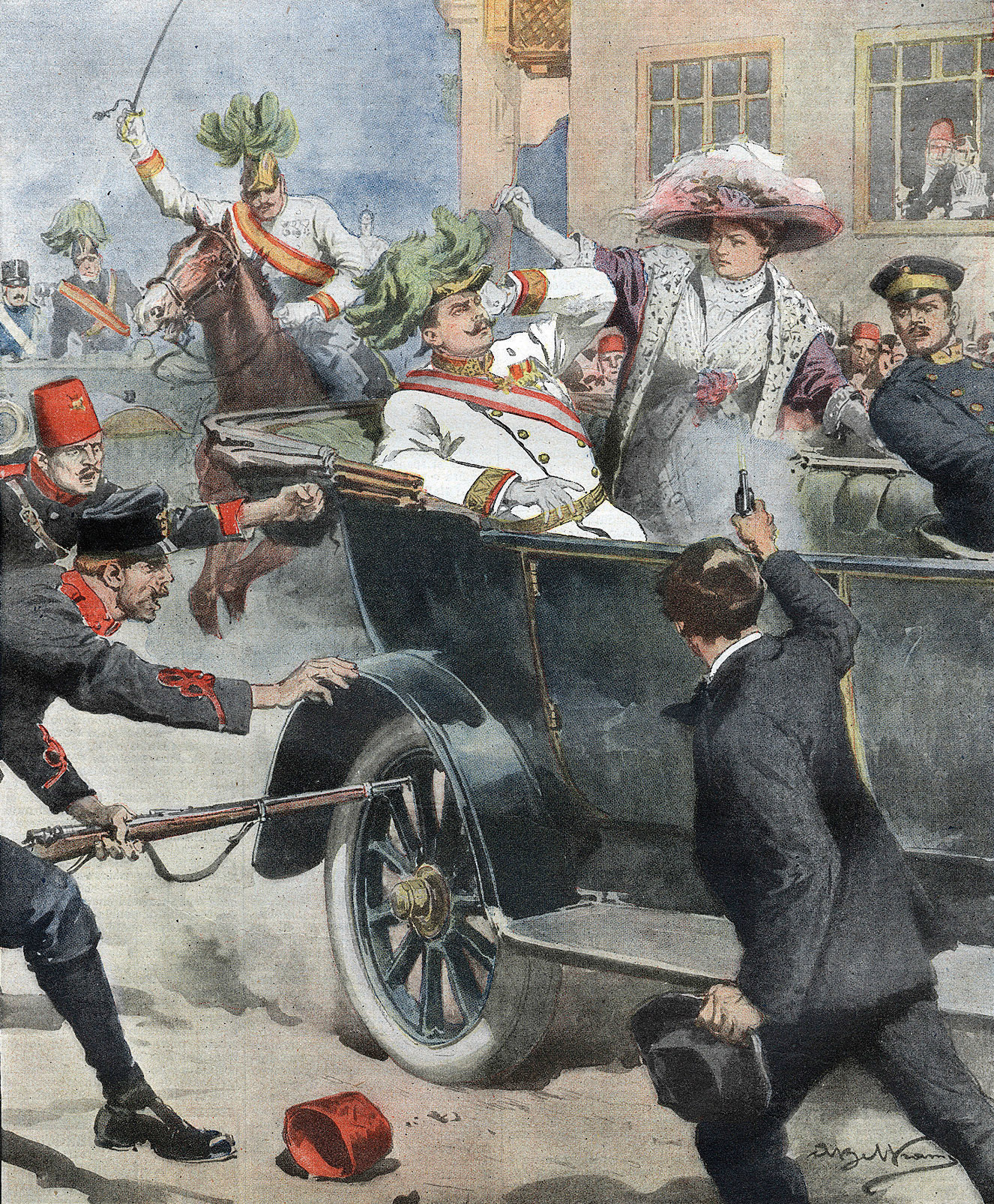
El asesinato de archiduque Francisco Fernando, heredero al trono del Imperio austrohúngaro, a manos del serbobosnio Gavrilo Princip, fue el detonante de la crisis diplomática que desembocó en la declaración de guerra de los austrohúngaros a los serbios.

El 28 de junio de 1914, el serbobosnio Gavrilo Princip asesinó al heredero al trono del Imperio austrohúngaro, el archiduque Francisco Fernando. El crimen desató una crisis diplomática, que resultó en la declaración de guerra a Serbia por parte de Austria-Hungría y la Primera Guerra Mundial. Por varios motivos, las potencias más importantes de Europa —divididas en dos alianzas conocidas como las Potencias Centrales y la Triple Entente— se lanzaron a la guerra. Según el conflicto fue avanzando, más países del todo el mundo se sumaron a la contienda, de parte de una u otra alianza.
Durante los cuatro años siguientes, los combates se expandieron a lo largo y ancho de Europa, Oriente Próximo, África y Asia. El 8 de enero de 1918, Woodrow Wilson, presidente de los Estados Unidos, pronunció un discurso en el que se incluían una serie de propuestas que se conocen como los Catorce Puntos. En parte, el discurso instó a las Potencias Centrales a retirarse de los territorios que habían ocupado, a la creación de un Estado polaco, a la reconsideración de las fronteras europeas de acuerdo con parámetros étnicos («nacionales») y a la formación de la Sociedad de las Naciones. En el otoño —en el hemisferio norte— de ese mismo año, las Potencias Centrales comenzaron a derrumbarse. El ejército alemán sufrió una derrota decisiva en el Frente Occidental, mientras que, dentro de sus fronteras, la Marina Imperial alemana se amotinó, lo que dio lugar a levantamientos en Alemania, que se conocieron como la Revolución de Noviembre. El Gobierno alemán trató de conseguir una paz basada en los Catorce Puntos, y sostuvo que esa era la base para su rendición. Sin embargo, las esperanzas de lograr esas condiciones se diluyeron con la firma un armisticio, que entró en vigor el 11 de noviembre, cuando las tropas alemanas mantenían aún sus posiciones en Francia y Bélgica.
La Conferencia de Paz de París comenzó el 18 de enero de 1919. Su principal objetivo consistía en el restablecimiento de la paz entre las potencias que habían tomado partido en la guerra y que esta fuera duradera en el mundo de la posguerra. El Tratado de Versalles que resultó de la conferencia tan solo abordaba los asuntos que concernían a Alemania. Cada uno de los tratados que se firmaron a lo largo de la conferencia, incluido este, tomó su nombre del suburbio de París en que fue firmado. En las negociaciones de París participaron setenta delegados procedentes de veintiséis naciones; a los representantes de Alemania, sin embargo, se les negó la participación, puesto que, teóricamente, una delegación alemana intentaría enfrentar a unos países con otros con el único fin de influir injustamente en los procesos.

## Redacción del artículo
Existían diferencias entre estadounidenses, británicos y franceses  en lo relativo al asunto de la fijación de las reparaciones. Las batallas del Frente Occidental se libraron en su mayor parte en Francia, por lo que este país sufrió los efectos más devastadores de la guerra. La región más industrializada del país galo, situada al noreste, quedó inservible tras el paso de las tropas alemanas a su retirada. Estas destruyeron cientos de minas y fábricas, así como líneas de ferrocarril, puentes y pueblos. Georges Clemenceau, primer ministro francés, consideró apropiado que, fuera cual fuese el acuerdo de paz adoptado, se le exigiese a Alemania el pago de reparaciones por los daños que había causado. Además, veía este pago como una forma de asegurarse de que Alemania no volvería a amenazar a Francia, así como de mermar la capacidad de los germanos de competir con su industrialización. El dinero obtenido por estas reparaciones se destinaría también a sufragar el coste de las reparaciones de otros territorios asolados por la guerra, como, por ejemplo, Bélgica. El primer ministro británico, David Lloyd George, propuso, en detrimento de estas duras reparaciones, unas menos agresivas, de modo que Alemania pudiera mantener su viabilidad económica y seguir siendo así un socio comercial de Reino Unido. Sostuvo, además, que en la cuantía de las reparaciones se incluyeran pensiones de guerra para los veteranos inválidos y subsidios que se pudieran pagar a las viudas, de tal manera que el Imperio británico se haría con una mayor parte de las reparaciones. Wilson rechazó estos puntos y se mantuvo firme en todo momento exigiendo que no se le impusiese a Alemania el pago de una indemnización.
Durante la conferencia de paz, se creó la Comisión sobre la Responsabilidad de los Autores de la Guerra y sobre la Aplicación de Sanciones para examinar los hechos que condujeron al inicio de la contienda. La Comisión arguyó que «las Potencias Centrales premeditaron la guerra [... y esta] fue el resultado de actos deliberados cometidos [por ellas] para hacerla inevitable», y llegó a la conclusión de que Alemania y Austria-Hungría habían «trabajado deliberadamente para tumbar las muchas propuestas lanzadas por las potencias de la Entente y sus repetidos esfuerzos por evitar la guerra». Clemenceau y Lloyd fueron los responsables de que esta conclusión se incorporara como tal al Tratado de Versalles; ambos insistieron en llegar a tal conclusión, a una declaración inequívoca de la responsabilidad total de Alemania. Así, Wilson quedó en desacuerdo con los otros líderes de la conferencia. En cambio, propuso que se enviase una copia de la nota que Robert Lansing, secretario de Estado estadounidense, había dirigido al Gobierno alemán el 5 de noviembre. En ella, se podía leer lo siguiente: «Los Gobiernos aliados entienden que Alemania los compensará por todo el daño que su agresión ha causado a la población civil de los Aliados y sus propiedades».
La redacción del artículo corrió a cargo de los diplomáticos estadounidenses Norman Davis y John Foster Dulles. Se comprometieron a alcanzar un punto medio que satisficiera tanto las aspiraciones anglofrancesas como las estadounidenses; así, redactaron los artículos 231 y 232 de tal manera que quedase reflejado que Alemania «debía pagar moralmente por todos los costes de la guerra, pero, dado que no podría permitírselo, se le exigiría únicamente el pago por los daños causados a civiles». El artículo 231, en el que Alemania aceptaba su responsabilidad y la de sus aliados por los daños resultantes de la Primera Guerra Mundial, sirvió, por consiguiente, como base legal para que los artículos que lo siguieron en el capítulo de reparaciones obligasen al país germano a compensar por los daños causados a civiles. Se incluyeron cláusulas similares, con leves modificaciones en la redacción, en los tratados de paz firmados por otros miembros de las Potencias Centrales.

## Reacciones

### Interpretación alemana
El ministro de Exteriores Ulrich von Brockdorff-Rantzau encabezó la delegación alemana, compuesta por más de 180 miembros. Partieron de Berlín el 18 de abril de 1919, ya que habían anticipado que las negociaciones comenzarían pronto y que tanto ellos como los Aliados negociarían una solución pactada. Dos meses antes, en febrero de ese mismo año, Brockdorff-Rantzau había informado a la Asamblea Nacional de Weimar de que Alemania tendría que pagar en concepto de reparaciones por la devastación que había causado durante la guerra, pero que no pagaría por los costes reales que esta había tenido. El Gobierno alemán convino en que sería «desaconsejable [...] elevar la cuestión de la culpabilidad de la guerra». El 5 de mayo, se le informó a Brockdorff-Rantzau de que no habría negociaciones. Una vez la delegación alemana recibiera las condiciones para la paz, tendría quince días para enviar su respuesta. Tras la redacción del tratado, las delegaciones alemana y aliada se reunieron el 7 de mayo. El Tratado de Versalles se puso a disposición de los que se iban a encargar de traducirlo, de manera que los alemanes pudiesen dar una respuesta. En esta reunión, Brockdorff-Rantzau declaró lo siguiente: «Somos conscientes de la intensidad del odio existente hacia nosotros y ha llegado a nuestros oídos que los victoriosos reclaman con fervor que nosotros, como vencidos, paguemos y que, como culpables, hemos de ser castigados». Sin embargo, aprovechó también para negar que Alemania fuera el único responsable de la guerra. Tras la reunión, la delegación alemana se retiró a traducir el documento, compuesto por unas 80 000 palabras. En cuanto los miembros de la delegación fueron conscientes de las condiciones que se habían incluido para la paz, acordaron no aceptarla sin llevar a cabo una revisión antes. Convenido esto, enviaron a sus homólogos aliados un mensaje tras otro atacando cada una de las partes del tratado. El 18 de junio, habiendo hecho caso omiso de las decisiones explícitas del gobierno, Brockdorff-Rantzau aseguró que el artículo 231 obligaría a Alemania a aceptar su responsabilidad total por la fuerza. Max Weber, que acompañaba a la delegación alemana en calidad de asesor, coincidió con Brockdorff-Rantzau en cuestionar a los Aliados en lo relativo al tema de la culpabilidad de la guerra. Prefería rechazar el tratado antes que adherirse a lo que, en sus propias palabras, era una «paz podrida».

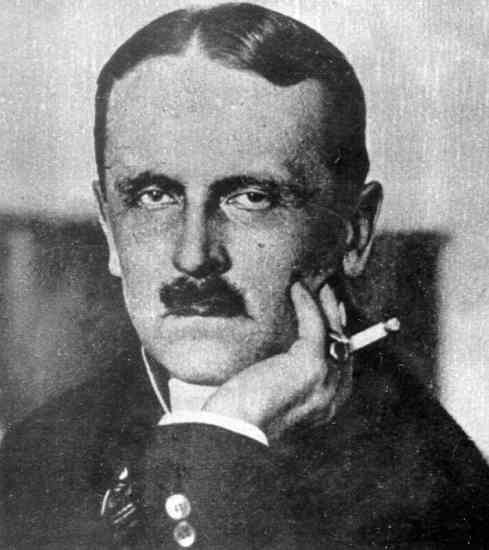
Ulrich von Brockdorff-Rantzau, ministro de Exteriores, encabezó la delegación alemana. En una de sus intervenciones, negó que Alemania fuera la única responsable de la guerra.

El 16 de junio, los Aliados exigieron a Alemania que firmara el tratado incondicionalmente en los siete días siguientes, dado que, de lo contrario, se enfrentaría a la reanudación de las hostilidades. Los miembros del Gobierno alemán estaban divididos y no se ponían de acuerdo en si firmar o rechazar el tratado de paz. El 19 de junio, el canciller Philipp Scheidemann optó por dimitir para no tener que firmar el tratado, y tanto Brockdorff-Rantzau como otros miembros del gobierno siguieron sus pasos, de modo que Alemania se quedó sin gabinete ni delegación de paz. Después de que el mariscal de campo Paul von Hindenburg asegurara que Alemania no estaba en condiciones de reanudar la guerra, el presidente Friedrich Ebert y el nuevo canciller, Gustav Bauer, instaron a la Asamblea Nacional de Weimar a ratificar el tratado. La Asamblea aceptó estas indicaciones por una amplia mayoría, y se informó a Clemenceau tan solo diecinueve minutos antes de que el plazo expirara. Alemania firmó el tratado de paz de manera incondicional el 22 de junio.
En un principio, el artículo no se tradujo correctamente. En vez de aseverar que «Alemania acepta la responsabilidad de Alemania y sus aliados por haber causado todos los daños y pérdidas [...]», la edición en alemán decía lo siguiente: «Alemania admite que Alemania y sus aliados, como autores de la guerra, son responsables de todos los daños y pérdidas [...]». Los alemanes sintieron que el país había renunciado a todo su honor, y se extendió un sentimiento de humillación, dado que se vio el artículo, en su conjunto, como injusto. El historiador Wolfgang Mommsen apuntó que, pese a la ira de la población, los oficiales del Gobierno alemán eran conscientes de que «la posición alemana en este asunto no era tan favorable como el gobierno imperial había incitado a la población alemana a creer durante la guerra».

### Opinión de los Aliados acerca del artículo
La delegación aliada consideraba en un principio que el artículo 231 era un complemento mundano del tratado, concebido para limitar la responsabilidad alemana en relación con las reparaciones, de modo que sus integrantes quedaron sorprendidos por la vehemencia de las protestas de los germanos. Georges Clemenceau desairó las alegaciones proferidas por Brockdorff-Rantzau arguyendo que «la interpretación legal [del artículo] era la correcta» y que eso no era una cuestión política. Lloyd George apuntó: «la población inglesa, como la francesa, cree que los alemanes deben, por encima de todo, reconocer la obligación de compensarnos por las consecuencias que su agresión ha tenido. Llegamos entonces a la cuestión de la capacidad de Alemania para pagar; todos creemos que será incapaz de pagar más que lo que este documento le exige».

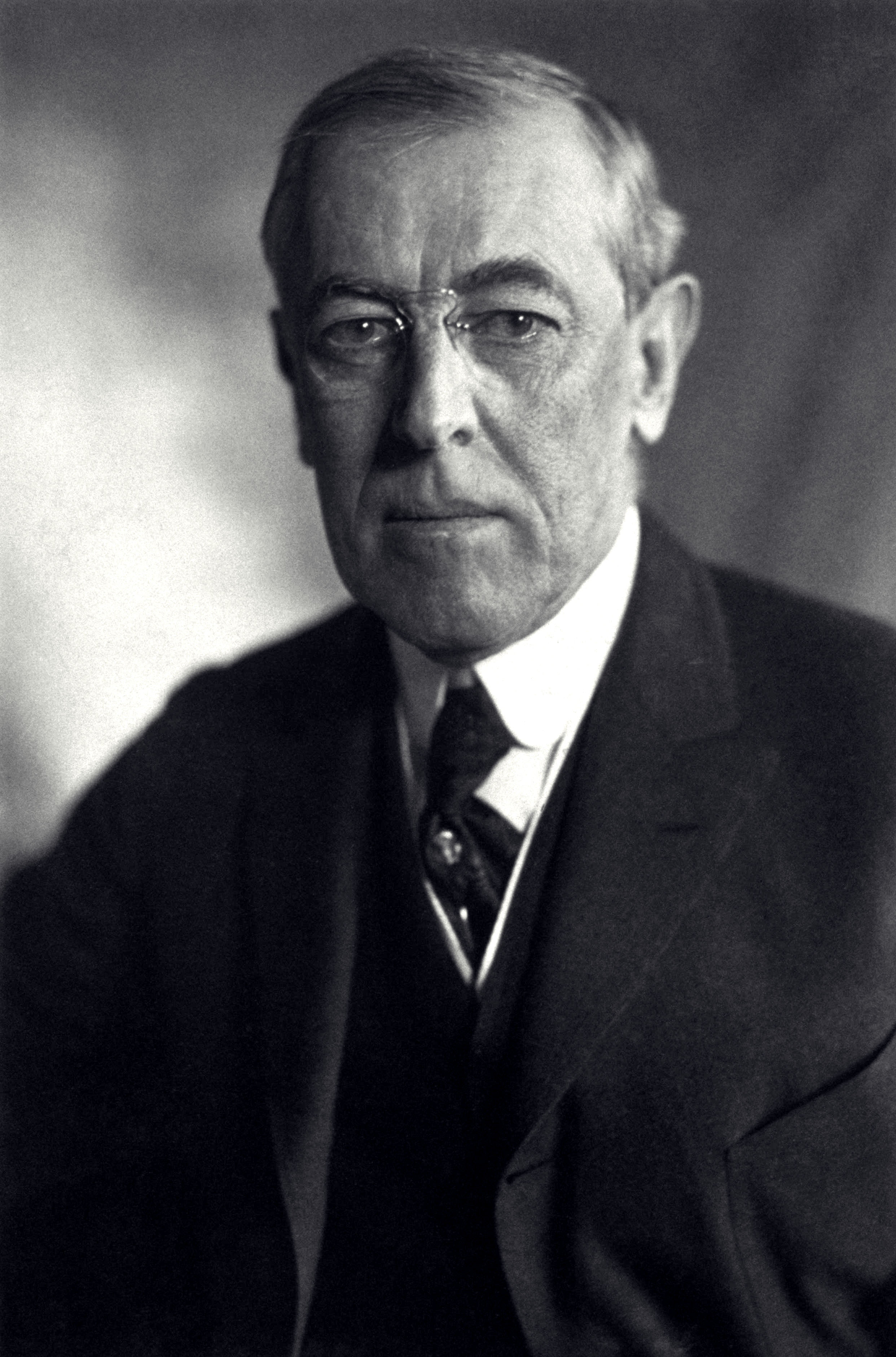
El presidente estadounidense, Woodrow Wilson, pasó de reclamar una «paz de reconciliación con Alemania» mientras la guerra estaba en marcha a pedir el castigo de «uno de los mayores agravios de la historia».

Antes de la entrada de los estadounidenses en la guerra, Woodrow Wilson había reclamado una «paz de reconciliación con Alemania», lo que llamaba una «paz sin victoria». Durante la guerra, sin embargo, su discurso cambió, se deshizo de estas nociones y adoptó una postura cada vez más beligerante contra Alemania. Una vez concluida la contienda, el 4 de septiembre de 1919, en el marco de su campaña púbica para conseguir el apoyo de los estadounidenses al Tratado de Versalles, Wilson apuntó que el tratado buscaba «castigar uno de los mayores agravios de la historia, el que Alemania había intentado infligir al mundo y a la civilización, y que, por tanto, no debe adoptarse una postura débil a la hora de aplicar el castigo. Alemania intentó algo intolerable y debe pagar por ello». Al margen de la retórica, la posición de los estadounidenses consistía en redactar un tratado equilibrado, que apaciguara a todos. Gordon Auchincloss, secretario de Edward Mandell House, uno de los consejeros de Wilson, envió una copia de la cláusula al Departamento de Estado y señaló lo siguiente: «Percibirán que los principios del presidente se han protegido en esta cláusula».
El historiador William Keylor comentó que, en un principio, los dos diplomáticos estadounidenses creían que «habían pergeñado una brillante solución para el dilema de las reparaciones», una solución que satisfacía tanto a los británicos como a los franceses, así como a la opinión pública en los países aliados, independientemente del hecho de que los líderes aliados eran conscientes de las inquietudes existentes acerca de si Alemania pagaría y la decepción que todo esto podía provocar. Vance C. McCormick, asesor de Wilson en materia económica, hizo hincapié en este punto, y comentó: «[...] el preámbulo es útil. Estamos empleando un método inusual al no definir una suma fija. El preámbulo tiende a explicar esto y, además, predispone a la opinión pública a decepcionarse por lo que realmente se puede asegurar». En 1940, Dulles afirmó que le sorprendía que el artículo «podría ser plausiblemente, y de hecho fue, considerado como un juicio de la responsabilidad de la guerra». Añadió que la «profunda significación de este artículo [...] se dio por accidente y no de manera planeada». Dulles se tomó a pecho el hecho de que el Tratado de Versalles no consiguiera fomentar, como se había previsto, una paz duradera, de tal manera que lo consideraba una de las causas del estallido de la Segunda Guerra Mundial. En 1954, al tiempo que el secretario de Estado estadounidense negociaba con la Unión Soviética los términos en los que debía llevarse a cabo la reunificación alemana, comentó que «los esfuerzos por llevar a la bancarrota a una nación y humillarla tan solo incitan a la gente a romper, con vigor y coraje, las cadenas que se le han impuesto. [...] De esta manera, las prohibiciones fomentan los actos que prohíben».

## Impacto

### Reparaciones

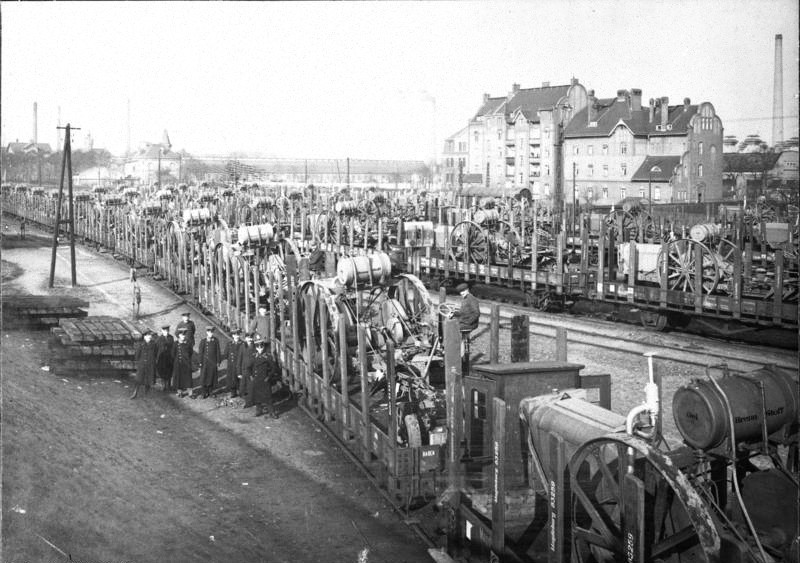
Trenes, cargados con maquinaria, transportan su carga para el pago en especie de las reparaciones.

Era habitual que los tratados de paz exigiesen el pago de sumas de dinero en concepto de compensaciones a la parte derrotada. La carga financiera del Tratado de Versalles se catalogó como «reparaciones», de modo que se pudieran diferenciar de otras figuras legales como las indemnizaciones de perjuicios. El objetivo que se perseguía con la imposición de estas reparaciones era compensar a las familias mermadas por la guerra. Sally Marks subrayó que el artículo «fue diseñado para establecer una base legal que permitiera [que] las reparaciones» se pagasen. El artículo 231 «estableció —según ella— una responsabilidad teórica ilimitada» por la que Alemania tendría que pagar, mientras que los siguientes artículos «redujeron la responsabilidad alemana a los daños civiles». Cuando la figura de la reparación se estableció en 1921, se fundamentó en una valoración de la capacidad de Alemania para pagar, no en las afirmaciones de los Aliados.
Según la agenda por la que se dio inicio a los pagos el 5 de mayo de 1921 en Londres, se fijó la responsabilidad total de las Potencias Centrales en 132 000 000 000 —ciento treinta y dos mil millones— marcos de oro. De este total, a Alemania tan solo se le exigieron cincuenta mil millones (unos doce mil millones y medio de dólares de la época), una cantidad inferior a la que esta se había ofrecido a pagar anteriormente para conseguir la paz. Las reparaciones no recibieron el beneplácito popular y provocaron grandes tensiones en la economía alemana; pudo pagarlas, aun así, y, en el periodo comprendido entre 1919 y 1931, año en que se dieron por concluidas, abonó cerca de veintiún mil millones de marcos de oro. La comisión encargada de revisar las reparaciones y el Banco de Pagos Internacionales fijaron la cantidad pagada en 20 598 000 000 marcos de oro, mientras que el historiador Niall Ferguson la reduce en sus estimaciones a menos de diecinueve mil millones. Ferguson también apunta que esta suma no supera el 2,4 % de la renta nacional alemana entre 1919 y 1932, mientras que Stephen Schuker sitúa la cifra en una media del dos por ciento entre 1919 y 1931, tanto en metálico como en especie, haciendo una transferencia total equivalente al 5,3 % de la renta nacional para ese periodo. Gerhard Weinberg señaló que, en efecto, se pagaron las reparaciones, los pueblos se reconstruyeron, las minas se volvieron a abrir y las pensiones se cubrieron, pero a costa de quitar el peso de encima de la economía alemana y dañar las economías de los que habían resultado victoriosos.

### Efectos sobre la opinión política alemana y revisionismo
Se considera que la oposición al artículo 231 dentro de Alemania supuso un lastre tanto psicológico como político en la Weimar de la posguerra. Los políticos alemanes que buscaban el apoyo internacional empleaban el artículo con fines propagandísticos, y conseguían convencer a muchos que no se habían leído el tratado de que el artículo implicaba una culpabilidad completa de la guerra. Los historiadores revisionistas alemanes que trataron de ignorar la validez de la cláusula en los años siguientes encontraron un nutrido público entre los escritores «revisionistas» de Francia, Reino Unido y Estados Unidos. El objetivo de estos políticos e historiadores era demostrar que Alemania no era la única responsable del inicio de la guerra; si conseguían refutar dicha idea, el requisito legal para exigirles el pago de las reparaciones se desvanecería. Con ese propósito, el Gobierno alemán promovió la fundación del Centro para el Estudio de las Causas de la Guerra. El asunto de la culpabilidad alemana —conocido en alemán con el término Kriegsschuldfrage— fue uno de los ejes sobre los que giró la carrera política de Adolf Hitler.
El senador estadounidense Henrik Shipstead sostuvo que el hecho de no revisar el artículo se convirtió en un pilar del ascenso de Hitler al poder. Esta opinión la suscriben historiadores como Tony Rea y John Wright, quienes escribieron que «la dureza de la cláusula de culpabilidad de la guerra y las exigencias del pago de las reparaciones allanaron el camino para que Hitler se hiciera con el poder en Alemania». Pese a este punto de vista, existe consenso historiográfico sobre el hecho de que el artículo y el tratado no causaron el ascenso del nazismo, sino que fueron un ascenso del extremismo que no guardaba relación directa con Versalles y la Gran Depresión los que llevaron a que el Partido Nazi se granjeara cierta popularidad electoral, que después sabría manejar para finalmente llegar al poder. Fritz Klein escribió que, si bien es cierto que hubo una cierta conexión entre Versalles y Hitler, el tratado no hizo «la toma del poder por parte de Hitler inevitable», puesto que «los alemanes pudieron elegir si tomar ese camino o no. En otras palabras, no tenían por qué hacerlo. El triunfo de Hitler no fue una consecuencia ineludible de Versalles».

## Valoración historiográfica
| Resumen de las valoraciones historiográficas del artículo 231 | Resumen de las valoraciones historiográficas del artículo 231 | Resumen de las valoraciones historiográficas del artículo 231 |
| Historiador                                                   | Aspectos valorados | Aspectos valorados |
| Historiador                                                   | Artículo 231 | Reacción alemana |
| ------------------------------------------------------------- | --- | --- |
| Binkley y Mahr                                                | Fue más una «asunción de la responsabilidad para pagar por los daños causados que una aceptación de la culpabilidad de la guerra».                                                                                 | Denuncias «infundadas» e «incorrectas». |
| Fay                                                           | Crítico con él, puesto que, desde su punto de vista, fue toda Europa la culpable de la guerra. | Protestas fundadas, dado que no había tenido intención de dar pie a la guerra. |
| Carr                                                          | «Desataría un resentimiento amargo en las conciencias alemanas». | Los alemanes tratarían de demostrar que su país no era culpable. |
| Albrecht-Carrié                                               | Desató «una controversia desafortunada, porque sirvió para elevar un asunto falso». | Los alemanes tratarían de demostrar que su país no era culpable. |
| Albertini                                                     | Alemania fue la principal responsable del estallido de la guerra, por lo que el artículo fue un acierto. | — |
| Fischer                                                       | Alemania fue la principal responsable del estallido de la guerra, por lo que el artículo fue un acierto. | — |
| Marks                                                         | «La tan criticada "cláusula de la responsabilidad de la guerra", el artículo 231, que había sido diseñada para dotar de una base legal a las reparaciones, no hacía mención alguna, de hecho, de la culpabilidad». | El Ministerio de Asuntos Exteriores alemán «se centró en el artículo 231 [...] con la esperanza de que, si alguno de ellos podía refutar la responsabilidad de Alemania en el comienzo de la guerra, las reparaciones, e incluso el tratado en su conjunto, se vendrían abajo». |
| MacMillan                                                     | Al redactarlo, «nadie creía que fuera a haber ninguna dificultad en lo relativo a las cláusulas». | Los alemanes interpretaron el artículo como si cargara toda la culpa del inicio de la guerra sobre ellos. |
| Neff                                                          | «El término "culpabilidad de la guerra" es ligeramente desafortunado, ya que, para los abogados, el término "culpa" tiene connotaciones criminales».                                                               | — |
| Slavicek                                                      | «Incluir una cláusula como aquella en el acuerdo de paz era muy poco diplomático». | — |
| Kunz                                                          | El artículo 231 «se convirtió en una herida abierta fácil de explotar». | — |
| Kershaw                                                       | — | Alemania sintió una «desgracia nacional», lo que «favoreció un estado de ánimo» con el que las ideas nacionalistas extremas podían llegar a una audiencia más amplia y enraizarse.                                                                                              |
| Barkan                                                        | El artículo instigó y contribuyó al ascenso del fascismo «al forzar una admisión de la culpabilidad de la guerra en Versalles».                                                                                    | — |

En 1926, Robert C. Binkley y A. C. Mahr, de la Universidad de Stanford, escribieron que las denuncias que Alemania había realizado, alegando que el artículo le atribuía toda la culpabilidad, de la guerra eran «infundadas» e «incorrectas». El artículo consistía, según ellos, más en una «asunción de la responsabilidad para pagar por los daños causados que una aceptación de la culpabilidad de la guerra» y lo equipararon con equivocar «un hombre que paga por todos los costes de un accidente de moto por otro que se declara culpable de un crimen». Apuntaron que era «absurdo» impregnar los artículos del tratado dedicados a las reparaciones de cualquier «significado político», ya que la interpretación legal era «la única que se podía sostener». Concluyeron, pues, que la oposición de los alemanes estaba «basada en un texto que no tiene ninguna validez jurídica y que Alemania jamás firmó». Sidney Fay fue, en el polo diametralmente opuesto, «el crítico más franco e influyente» del artículo. En 1928, llegó a la conclusión de que toda Europa era la culpable de que hubiese estallado la guerra, mientras que Alemania no había tenido ninguna intención de dar pie a una contienda europea en 1914.
En 1937, el historiador británico E. H. Carr comentó que, imbuidas «en la pasión del momento», las potencias aliadas no se habían percatado «de que la admisión de la culpa que habían conseguido arrancar [a Alemania] no probaba nada, y desataría un resentimiento amargo en las conciencias alemanas». Concluyó que los «sabios alemanes» se habían puesto manos a la obra «para demostrar que su país no era culpable, con la firme convicción de que, si podían lograr esto, el tejido del tratado se deshilacharía por completo». René Albrecht-Carrié anotó en mayo de 1949 que «el artículo 231 levantó una controversia desafortunada, desafortunada porque sirvió para elevar un asunto falso». Apuntó que, durante el periodo de entreguerras en Alemania, «descansó sobre ella la responsabilidad del estallido de la guerra», de modo que, si se podía tumbar esa argumentación, la base legal para el pago de las reparaciones desaparecería.
En 1942, Luigi Albertini publicó Le origini della guerra del 1914 y concluyó que Alemania era la principal responsable del estallido de la guerra. La obra de Albertini, en vez de estimular el debate, supuso la culminación de la primera fase de investigaciones sobre la cuestión de la culpabilidad de la guerra. El asunto se abordó de nuevo entre 1959 y 1969, cuando las obras de Fritz Fischer —Griff nach der Weltmacht y Krieg der Illusionen— «destruyeron el consenso existente sobre la responsabilidad compartida de la Primera Guerra Mundial» y «cargaron la culpa [...] firmemente sobre los hombros de la élite guillermista». En la década de los setenta, su obra «se había afincado como la nueva ortodoxia en lo relativo a los orígenes de la Primera Guerra Mundial». James Joll lideró, en los años ochenta, una nueva ola de investigaciones relacionadas con la Gran Guerra, gracias a las cuales se llegó a la conclusión de que las causas de la guerra fueron «complejas y variadas», aunque Alemania ya había decidido ir a la guerra «en diciembre de 1912».
Marks reexaminó en 1978 las cláusulas de reparación del tratado y aseguró que «la tan criticada "cláusula de la responsabilidad de la guerra", el artículo 231, que había sido diseñada para dotar de una base legal a las reparaciones, no hacía mención alguna, de hecho, de la culpabilidad», sino que tan solo especificaba que Alemania habría de pagar por los daños causados por la guerra que ella, junto con sus aliados, había impuesto. Marks también afirmó que «el hecho de que Alemania cometiera un acto de agresión contra Bélgica quedaba fuera de toda duda». «Técnicamente —prosigue Marks—, Gran Bretaña entró a la guerra y las tropas francesas entraron en Bélgica para hacer honor» a la obligación legal de defender Bélgica que se había establecido en el Tratado de Londres ratificado en 1839. Marks también aseguró que «Alemania reconoció públicamente su responsabilidad en lo relativo al asunto belga el 4 de agosto de 1914 y el 7 de mayo de 1919». Por último, Marks escribió que «la misma cláusula [se incluyó] mutatis mutandis en los tratados con Austria y Hungría, sin que ninguno de ellos la hubiese interpretado como una declaración de la culpabilidad de la guerra». Wolfgang Mommsen suscribió esto, diciendo que «Austria y Hungría no prestaron, entendiblemente, ninguna atención a este aspecto del borrador del tratado».
Marks escribió en 1986 que el Ministerio de Asuntos Exteriores alemán, apoyado por figuras civiles y militares relevantes, «se centró en el artículo 231 [...] con la esperanza de que, si alguno de ellos podía refutar la responsabilidad de Alemania en el comienzo de la guerra, las reparaciones, e incluso el tratado en su conjunto, se vendrían abajo». Manfred Boemeke, Gerald Feldman y Elisabeth Glasser apuntaron que «los requisitos pragmáticos influyeron específicamente en la modelación del tan malinterpretado artículo 231. El párrafo reflejaba la presunta necesidad legal de definir la responsabilidad de Alemania en el inicio de la guerra con el fin de acotar y limitar las obligaciones del Reich». P. M. H. Bell escribió que, si bien era cierto que el artículo no empleaba el término «culpa» y «era posible que los que lo redactaron no pretendieran expresar un juicio moral sobre Alemania», el artículo ha pasado a conocerse, «casi universalmente», como la cláusula de la culpabilidad del tratado. Margaret MacMillan señaló que la interpretación que la ciudadanía alemana hizo del artículo 231, como si este cargara toda la culpa del inicio de la guerra sobre Alemania y sus aliados, «se convirtió en objeto de repugnancia y dejó con la conciencia intranquila a los Aliados».  Estos no habían esperado una reacción tan hostil, dado que «nadie creía que fuera a haber ninguna dificultad en lo relativo a las cláusulas».
Stephen Neff escribió que «el término "culpabilidad de la guerra" es ligeramente desafortunado, ya que, para los abogados, el término "culpa" tiene connotaciones criminales», mientras que «la responsabilidad de Alemania prevista en el Tratado de Versalles [...] era de natulareza civil, comparable con la obligación indemnizatoria de la teoría de la guerra justa». Louise Slavicek, por su parte, apuntó que «el artículo fue una plasmación honesta de las intenciones de los redactores del tratado» y consideró que «incluir una cláusula como aquella en el acuerdo de paz era muy poco diplomático». Diane Kunz señaló que, «más que verse como la estrategia inteligente de un abogado estadounidense para limitar la responsabilidad financiera alemana real comprando a los políticos y ciudadanos franceses mediante la concesión de un trozo de papel», el artículo 231 «se convirtió en una herida abierta fácil de explotar». Ian Kershaw escribió que la «desgracia nacional» que se sintió por el artículo y la «derrota, revolución e instauración de la democracia» habían «propiciado un campo de cultivo en el que las ideas contrarrevolucionarias podrían conseguir un amplio apoyo». Asimismo, «favoreció un estado de ánimo» con el que las ideas nacionalistas extremas podían llegar a una audiencia más amplia y enraizarse.
Elazar Barkan sostiene que «al forzar una admisión de la culpabilidad de la guerra en Versalles, más que curar el resentimiento, los ganadores lo instigaron y este contribuyó al ascenso del fascismo». Norman Davies señaló que el artículo invitaba a Alemania «a aceptar la culpa exclusiva de la anterior guerra». Klaus Schwabe escribió que la influencia del artículo traspasó los límites de la discusión sobre la responsabilidad de la guerra. Al «negarse a reconocer la culpa de Alemania, el nuevo Gobierno alemán exoneró implícitamente al antiguo orden monárquico y, más relevante aun, no consiguió «disociarse del antiguo régimen». De esta manera, perjudicó sus propias pretensiones, ya que afirmaba que «la Alemania posrevolucionaria suponía un nuevo inicio histórico democrático y, por tanto, merecía cierta credibilidad en la conferencia de paz».

### Citas
1. 1 2  Tucker y Roberts, 2005, p. 1078.
2. ↑  Tucker y Roberts, 2005, pp. XXV y 9.
3. ↑  Tucker y Roberts, 2005, pp. XXV.
4. ↑  Tucker y Roberts, 2005, pp. 11-13.
5. ↑  Simkins, Jukes y Hickey, 2003, p. 9.
6. ↑  Tucker y Roberts, 2005, pp. 429-430.
7. ↑  Tucker y Roberts, 2005, p. 429.
8. ↑  Beller, 2007, pp. 182-195.
9. ↑  Simkins, 2002, p. 71.
10. ↑  Tucker y Roberts, 2005, p. 638.
11. ↑  Schmitt, 1960, p. 101.
12. ↑  Schmitt, 1960, p. 102.
13. ↑  Weinberg, 1994, p. 8.
14. ↑  Boyer et al., 2009, p. 526.
15. ↑  Slavicek, 2010, p. 37.
16. ↑  Osmańczyk, 2003, p. 1898.
17. 1 2  Schmitt, 1960, p. 103.
18. ↑  Phillips, 2007, p. 152.
19. 1 2  Immerman, 1998, p. 10.
20. ↑  Slavicek, 2010, pp. 41-43 y 58.
21. 1 2  Weinberg, 1994, p. 14.
22. ↑  Slavicek, 2010, p. 44.
23. ↑  Brezina, 2006, p. 21.
24. ↑  Yearwood, 2009, p. 127.
25. 1 2 3 4  Martel, 2010, p. 272.
26. ↑  Departamento de Estado de los Estados Unidos y , 1919, pp. 204-205.
27. 1 2 3 4  Lewis, 2014, p. 42.
28. 1 2 3 4 5 6 7 8  Departamento de Estado de los Estados Unidos, 1919, p. 204.
29. 1 2  Lewis, 2014, p. 43.
30. ↑  Tucker y Roberts, 2005, p. 1159.
31. ↑  Fassbender y Peters, 2012, p. 740.
32. 1 2  Departamento de Estado de los Estados Unidos, 1919, p. 205.
33. 1 2 3  Neff, 2005, p. 289.
34. 1 2  Steiner, 2005, p. 59.
35. ↑  Immerman, 1998, pp. 8-10.
36. 1 2 3 4 5 6  Marks, 1978, pp. 231-232.
37. 1 2 3 4 5 6  Young, 2006, p. 135.
38. ↑  Young, 2006, pp. 133-135.
39. 1 2 3 4  Boemeke, Feldman y Glaser, 1998, pp. 537-538.
40. 1 2 3 4 5 6  Young, 2006, p. 136.
41. ↑  Young, 2006, pp. 135-136.
42. 1 2  Binkley y Mahr, 1926, p. 399.
43. ↑  Craig y Gilbert, 1994, p. 141.
44. 1 2  Morrow, 2005, p. 290.
45. 1 2 3  Shirer, 1990, p. 59.
46. 1 2  Young, 2006, p. 137.
47. ↑  Young, 2006, pp. 136-137.
48. ↑  Binkley y Mahr, 1926, pp. 399-400.
49. ↑  Binkley y Mahr, 1926, p. 400.
50. 1 2 3 4 5 6  MacMillan y Holbrooke, 2003, p. 193.
51. 1 2  Trachtenberg, 1982, p. 489.
52. 1 2 3  Trachtenberg, 1982, p. 491.
53. ↑  Trachtenberg, 1982, pp. 490-491.
54. 1 2  Boemeke, Feldman y Glaser, 1998, p. 500.
55. ↑  Boemeke, Feldman y Glaser, 1998, pp. 500-501.
56. 1 2  Boemeke, Feldman y Glaser, 1998, p. 501.
57. ↑  Bell, 1986, p. 22.
58. 1 2  Marks, 1978, p. 237.
59. ↑  Bell, 1986, p. 38.
60. ↑  Marks, 1978, p. 233.
61. ↑  Marks, 1978, pp. 233 y 237.
62. 1 2  Boemeke, Feldman y Glaser, 1998, p. 424.
63. ↑  Martel, 1999, p. 43.
64. ↑  Weinberg, 1994, p. 16.
65. ↑  Soumerai y Schulz, 1998, p. 17.
66. ↑  Bendersky, 1984, p. 10.
67. 1 2  Bell, 1986, p. 21.
68. 1 2 3 4  Albrecht-Carrié, 1940, p. 15.
69. ↑  Thomsett, 2007, p. 13.
70. ↑  Henig, 1995, p. 52.
71. ↑  Stuhler, 1973, p. 92.
72. ↑  Rea y Wright, 1997, p. 39.
73. ↑  Slavicek, 2010, p. 94.
74. ↑  Evans, 1989, p. 107.
75. ↑  Boemeke, Feldman y Glaser, 1998, p. 220.
76. 1 2 3 4 5 6  Binkley y Mahr, 1926, pp. 398-400.
77. 1 2 3  Slavicek, 2010, pp. 19-20.
78. 1 2 3 4  Welch, 1995, p. 271.
79. 1 2  Lafore, 1997, p. 21.
80. 1 2 3  Mulligan, 2010, pp. 11-12.
81. 1 2 3 4  Marks, 1978, p. 231.
82. 1 2  Martel, 1999, p. 19.
83. 1 2  Slavicek, 2010, p. 57.
84. 1 2  Boemeke, Feldman y Glaser, 1998, p. 524.
85. 1 2 3  Kershaw, 2000, pp. 136-137.
86. 1 2  Barkan, 2000, p. XXIII.
87. ↑  Mombauer, 2002, pp. 125 y 166.
88. ↑  Stevenson, 1996, p. 410.
89. ↑  Mulligan, 2010, p. 14.
90. ↑  Boemeke, Feldman y Glaser, 1998, p. 16.
91. ↑  Davies, 2007, p. 133.
92. 1 2  Boemeke, Feldman y Glaser, 1998, p. 48.